# 평화민주당 (2010년)
평화민주당(平和民主黨, Party for Peace and Democracy)은 한화갑에 의해 구 평화민주당을 계승하여 2010년 4월 8일에 창당된 대한민국의 정당이다.
2010년 6월 2일 지방선거에서 지방자치단체 장과 의원 모두 통틀어 한 명의 당선자도 내지 못했다. 2012년 2월 14일 국민행복당과 합당, 소멸했다.

## 주요 선거 기록

### 역대 지방선거 결과
|  | 0% |

|  | 0% |

|  | 0% |

|  | 0% |

## 경력
대표최고위원 한화갑, 사무총장 김경재, 광주시당 위원장 박종철, 사무총장 김윤문, 대변인 김정현, 한영애, 전라북도당 위원장 최재승 전 의원 등이 서울 인천 경기 대전 경북 경남 대구 부산 등 전국 14개 시도당을 조직하였다. 구 동교동계 출신 일부 인사들의 주도로 창당하였으나 권노갑의 반대와 이희호의 무관심 등 동교동계 주류의 비협조와 명확한 정치노선 없이 선거직전 급조한 정당이라 국민의 지지를 받지 못하고 최종 국민행복당으로 합당하고 말았다. 이후 한화갑, 김경재, 한광옥을 포함한 상당수 동교동계 인사는 제18대 대선을 앞두고 박근혜 후보 지지를 선언하고 새누리당에 입당하였다.